# Khaqani

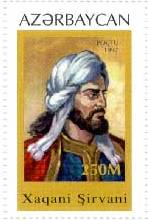

Khāqāni  sau Khāghāni (Afzaloʼd-Dīn Badīl benʼAlī Khāqānī, 1121/1122) – 1190) (persană: خاقانی), un poet persan născut în Shirvan, în perioada Shirvanshah (un vasal al imperiului Seljuq) și a murit în Tabriz.
A compus o lirică panegirică și satirică, remarcabilă pentru virtuozitatea formei artistice a qasidei, pe care a adunat-o într-o antologie de tip dīwān.
Astfel poemul Tūhfatuʼl-Irāqāin (Pământ irakian, apărut după 1156) reprezintă prima descriere de călătorie în versuri persane.